# Случай с классиком
Случай с классиком  — рассказ Антона Павловича Чехова. Написан в 1883 году, впервые опубликован в 1883 году в журнале «Осколки» № 19 от 7 мая с подписью А. Чехонте.

## Публикации
Рассказ А. П. Чехова «Случай с классиком» написан и впервые опубликован в 1883 году в журнале «Осколки» № 19 от 7 мая с подписью А. Чехонте и заголовком «Ваня, мамаша, тетя и секретарь», вошёл в издание А. Ф. Маркса.
Рассказ написан по впечатлениям учебы в гимназии (в свое время Чехов из-за греческого языка оставался на второй год).
При жизни Чехова рассказ переводился на болгарский, польский, сербскохорватский, чешский и шведский языки.

## Критика
Критик А. Басаргин писал, что Чеховым в рассказах «Случай с классиком» и «Злой мальчик» «тонко подмечены и ярко выставлены аномалии нашего „воспитания“, наши бесконечные недосмотры и ошибки, результатом которых сплошь и рядом бывает физическое и нравственное уродование наших детей, сдаваемых на чужие руки, помещаемых в учебные заведения без всякого предварительного соображения с их способностями и силами, как бы на мучительство и т. д.».
Л. Е. Оболенский отмечал, что главной чертой в творчестве раннего Чехова является «соединение комической формы с трагичностью содержания». Примером этого соединения, по его мнению, является рассказ «Случай с классиком».

## Персонажи
- Ваня Оттепелев, ученик гимназии, единственный сын в семье.
- Мать Вани.
- Тётя Вани.
- Евтихий Кузьмич Купоросов, жилец, умный и образованный человек, поющий тенором.

## Сюжет
Ученик гимназии Ваня Оттепелев должен сдавать экзамен по греческому языку. Весь в волнении, он перецеловал иконы, шесть раз просил у матери благословения, по дороге в гимназию подал милостыню нищему. Однако на экзамене по греческому он получил двойку. Маме двойку он объяснил так: «Спросили меня, как будет будущее от „феро“, а я… я вместо того, чтоб сказать „ойсомай“, сказал „опсомай“. Потом… потом… облечённое ударение не ставится, если последний слог долгий, а я… я оробел… забыл, что альфа тут долгая… взял да и поставил облечённое. Потом Артаксерксов велел перечислить энклитические частицы… Я перечислял и нечаянно местоимение впутал… Ошибся… Он и поставил двойку… Несчастный… я человек».
Мама стала ругать Ваню, называть его иродом и мучителем. Однако тётя мальчика вступилась за него, сказав, что тот вовсе не виноват, а виновата мать, поскольку лезет в дворяне и отдала сына в гимназию вместо того, чтобы отправить его по торговой части. Женщины ещё долго спорили, кто прав. Потом мать, решив, что сама не сможет выпороть сына, позвала на помощь благоразумного жильца, Евтихия Кузьмича Купоросова. Купоросов не отказался помочь и даже сказал мальчику целую речь, потом снял ремень и выпорол парня. Мальчик стойко перенёс наказание, не издав ни звука. Вечером родители на семейном совете решили «отдать его по торговой части».